# لوكاس شتادلر
لوكاس شتادلر (بالألمانية: Lukas Stadler)‏ (28 أكتوبر 1990 في النمسا - ) هو لاعب كرة قدم نمساوي في مركز الهجوم. لعب مع غراتزر أي كاي وKapfenberger SV ‏.

## وصلات خارجية
- لوكاس ستادلر على موقع قاعدة بيانات كرة القدم.إي يو (الإنجليزية)
- لوكاس ستادلر على موقع Soccerway.com (الإنجليزية)
- لوكاس ستادلر على موقع عالم كرة القدم.نت (الإنجليزية)